# مارچن مرسک
مارچن مرسک (به انگلیسی: Marchen Maersk) یک کشتی است که طول آن 366.89m LOA می‌باشد. این کشتی در سال ۲۰۰۸ ساخته شد.